# Pedro Baños Vilar
Pedro Alfonso Baños Vilar (Lorca, España, 14 de octubre de 1988) es un exfutbolista español que se desempeñaba como de delantero.

## Trayectoria
Delantero de la cantera del Lorca Deportiva CF. Debuta en 2006 en el Lorca Deportiva CF B en Territorial Preferene. Esta misma temporada debuta con el primer equipo contra el Albacete Balompié. En la temporada 2008-2009 sube al primer equipo, aunque continúa jugando con el equipo filial. Su padre es Antonio Baños Albacete, presidente del Lorca Deportiva CF hasta 2008. En el mercado de enero de la temporada 2008-2009 abandona el Lorca y ficha por el Águilas CF. Tras ser descartado por el Lorca Atlético CF, lo que provoca un grave incidente entre su padre y el entrenador, ficha por el Lorca Deportiva CF. Tras la retirada del club se queda sin equipo.

## Clubes
| Club                    | País   | Año       |
| ----------------------- | ------ | --------- |
| Lorca Deportiva CF B    | España | 2006-2008 |
| Lorca Deportiva CF      | España | 2006-2008 |
| Águilas CF              | España | 2008-2010 |
| Lorca Deportiva CF      | España | 2010      |
| Club de Fútbol La Unión | España | 2011      |

- Datos: Q6068284